# Brauns conditori
Brauns Conditori & Café var ett för tiden välkänt konditori i Malmö. 
Konditorirörelsen etablerades av Carl Gustaf Valfrid Braun (född 1869 i Lund, död 1933 i Malmö) och hans hustru Kristina Elisabeth (född Karlsson 1869 i Arby församling, Kalmar län, död 1936 i Malmö). Rörelsen startades år 1901 på hörnan Norregränd–Norregatan men flyttade 1902 till Gustav Adolfs torg 43, där det låg från 19 april 1902 fram till dess att verksamheten lades ner 19 november 1972. 
Carl Braun hade gått i lära hos hovkonditorn Bergh i Stockholm och blev en mycket skicklig yrkesman. Vid några tillfällen levererade han desserten till det kungliga slottet, vid ett tillfälle till och med till en middag som Oscar II höll för kejsar Wilhelm. Han lyckades arbeta upp konditoriet till att bli ett av de förnämsta och mest frekventerade i Malmö. Efter Carl Brauns död år 1933 övertogs rörelsen av hans maka Elisabeth Braun, fram till hennes död år 1936. Därefter övergick konditoriet till dottern Elisabeth och hennes man direktör Folke Billquist. År 1967 överlämnades konditorirörelsen till deras son Björn Billquist, som blev den siste ägaren till konditoriet.
Konditoriets cafédel var en klassisk miljö, som från sitt öppnande 1902 till ombyggnaden år 1937 gick i vitt och guld; därefter fick den en tidstypisk funktionell design. Man hade dock kvar gipsstuckaturen i taket, kristallkronor med prismor, förgyllda vägglampetter och bord med marmorskivor.
Etablissemanget var särskilt känt för sina konstverksliknande skapelser som kunde beställas till särskilt festliga tillfällen. Till exempel gjordes år 1944 inför invigningen av Malmös nya stadsteater en mycket verklighetstrogen variant i marsipan.